# Akiu no Taue Odori
L'Akiu no taue odori (秋保の田植踊) est une danse traditionnelle pratiquée lors de la plantation du riz dans le village d'Akiu, à présent partie de Sendai, préfecture de Miyagi au Japon.

## Histoire
Depuis le XVIIe siècle, dix danseuses accompagnées par deux ou quatre danseurs présentent un répertoire de six à dix danses aux sons de yokobue (flûte), de tambours et de cloches. Cette danse était à l'origine une célébration du Nouvel An lunaire, elle est aujourd'hui exécutée à l'occasion de matsuri, festivals donnés dans les temples et les sanctuaires.
En 1970, des mesures sont prises pour documenter la danse et en 1976 elle est désignée « bien culturel immatériel populaire important »,. En 2009, l’Akiu no taue odori est inscrit sur la liste représentative du patrimoine culturel immatériel de l’humanité de l'UNESCO.